# Stazione di Wolverhampton
La stazione di Wolverhampton (in inglese Wolverhampton railway station) è la principale stazione ferroviaria di Wolverhampton, in Inghilterra.